# Каблово
Каблово — хутор в Соль-Илецком городском округе Оренбургской области на территории бывшего Линёвского сельсовета Соль-Илецкого района.

## География
Находится на расстоянии примерно 54 километра по прямой на запад-юго-запад от окружного центра города Соль-Илецк.

## Климат
Климат континентальный с холодной часто малоснежной зимой и жарким, сухим летом. Средняя зимняя температура −15,8 °C; Средняя летняя температура +21,2 °C. Абсолютный минимум температур −44 °C. Абсолютный максимум температур +42 °C. Среднегодовое количество осадков составляет 320 мм.

## История
Основан хутор в 1916-17 годах. Назван, предположительно, в честь комсомольца Г. Ф. Коблова.

## Население
Постоянное население составляло 63 человека в 2002 году (100 % казахи), 37 в 2010 году.